# Enxerto médico

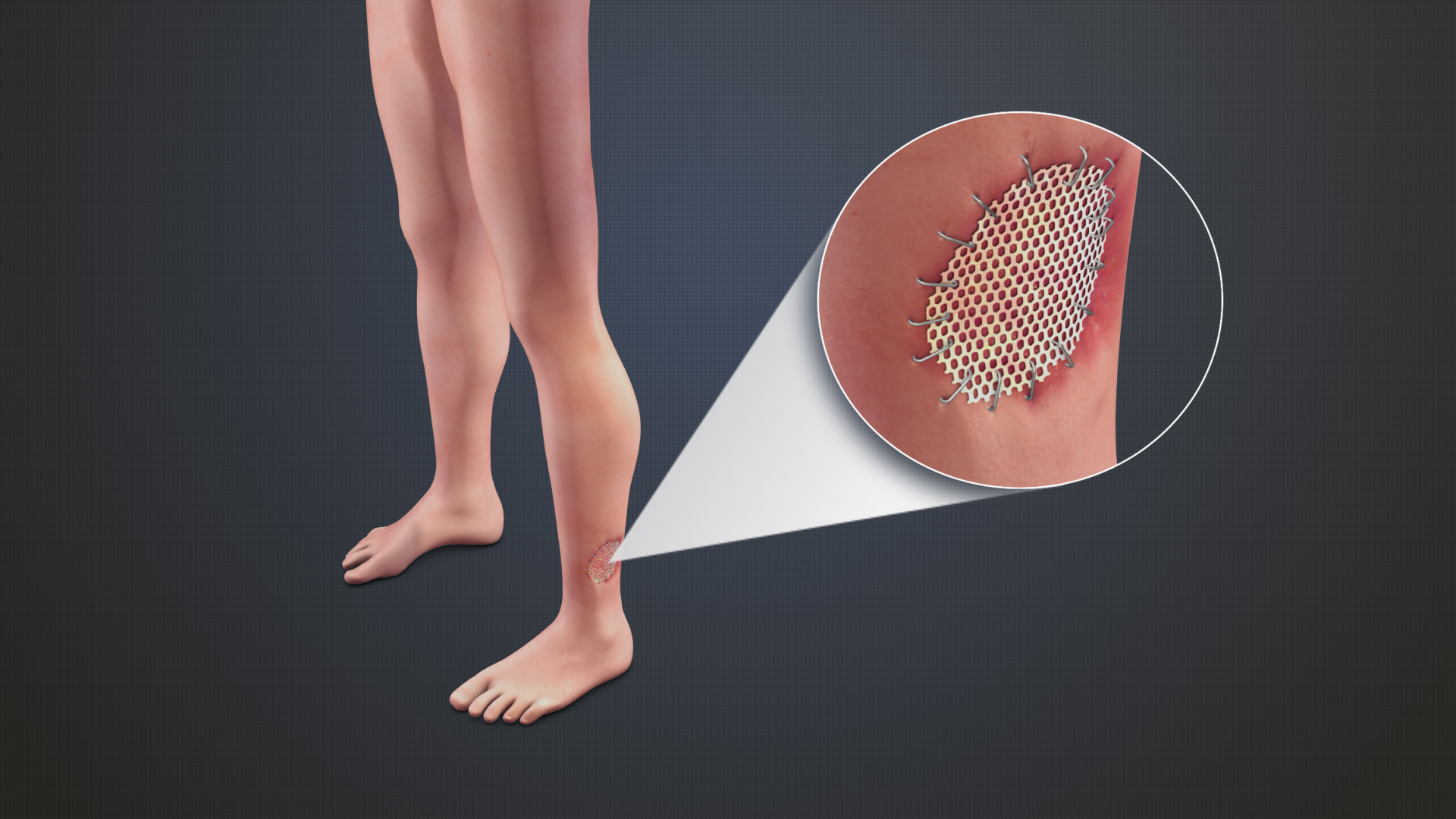
Enxerto de pele para cobrir uma lesão cutânea. É uma técnica muito usado em cirurgia plástica.

Enxerto é um procedimento cirúrgico para transplantar tecidos sem nutrição sanguínea. O tecido implantado deve obter a vascularização sanguínea a partir de um novo leito vascular, caso contrário este morre. Existem também o implante. Se diferenciam dos retalhos por não incluir sua própria vascularização.

## Classificação
Podem ser classificados segundo doador e receptor em:
- Autoenxerto: enxerto retirado de uma parte do corpo de um indivíduo e transplantado para outro local no mesmo indivíduo, por exemplo, enxerto de pele da perna para o braço.
- Isoenxerto: enxerto retirado de um indivíduo e colocado em outro indivíduo da mesma constituição genética, apenas possível em gêmeos idênticos.
- Aloenxerto: enxerto retirado de um indivíduo colocado em membro geneticamente diferente da mesma espécie, por exemplo, porção da pele do pai para o filho.
- Xenoenxerto: enxerto retirado de um indivíduo colocado em um indivíduo pertencente a outra espécie, por exemplo, pele de porco para cobrir queimadura humana. A pele de porco é bastante similar a humana em sua anatomia e fisiologia.

## Tipos de enxerto
O termo é geralmente mais utilizado para enxertos de pele, entretanto muitos tecidos podem sofrer o procedimento: pele, músculo, osso, nervos, tendões e córnea são os tecidos mais utilizados como enxerto hoje.

### Enxerto vascular
O enxerto vascular é o transplante de vasos sanguíneos em procedimentos cirúrgicos. O enxerto de pele, subcutâneo e vasculatura (pedículo) simultaneamente é conhecido como retalho (português brasileiro).